# Îlet Le Boyer
Le Boyer est un îlet inhabité des îlets de Carénage, situé dans le Grand Cul-de-sac marin, appartenant administrativement à Sainte-Rose en Guadeloupe. Il fait partie du Parc national de la Guadeloupe.

## Description

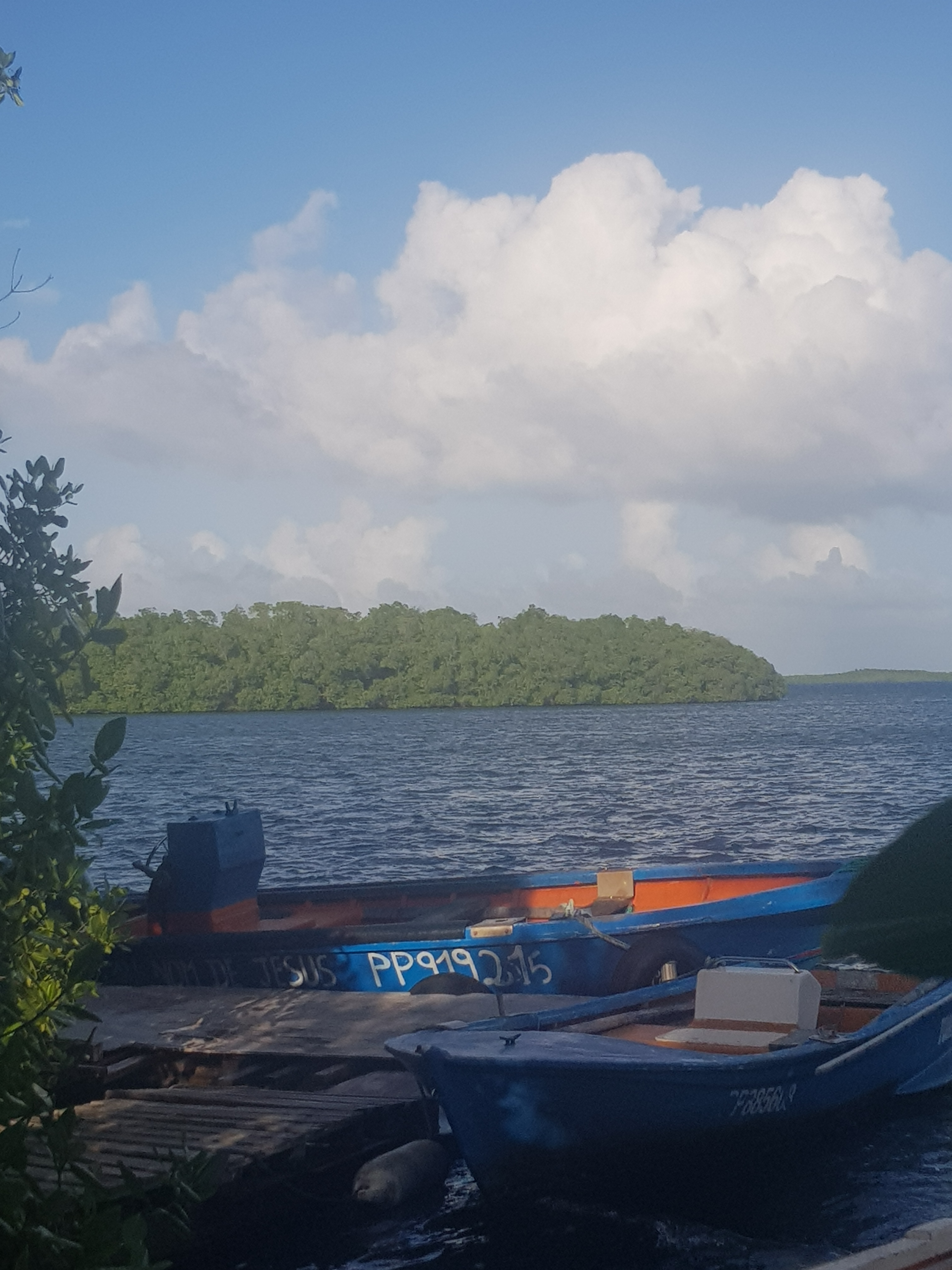
L'îlet vu de l'est

Situé entre Haie Bébel à l'est et les îlets des petits pompons à l'ouest, à fleur d'eau, il s'étend sur environ 179 m de longueur pour une largeur approximative de 96 m. Il est constitué de bosquets de type mangrove.